# Tapera
Pour le genre d'oiseaux, voir Géocoucou tacheté
Tapera est une ville brésilienne du Nord-Ouest de l'État du Rio Grande do Sul, faisant partie de la microrégion de Não-Me-Toque et située à 222 km de Porto Alegre, capitale de l'État. Elle se situe à une latitude de 28° 37′ 34″ sud et à une longitude de 52° 52′ 12″ ouest, à une altitude de 409 mètres. Sa population était estimée à 10 457, pour une superficie de 180 km2.

## Villes voisines
- Lagoa dos Três Cantos
- Victor Graeff
- Espumoso
- Selbach